# LPGA Tour 2015
De LPGA Tour 2015 was het 66ste seizoen van de Ladies Professional Golf Association Tour. Het seizoen begon met het Coates Golf Championship, in januari 2015, en eindigde met het CME Group Tour Championship, in november 2015. Er stonden 33 toernooien op de agenda.

## Wijzigingen
De LPGA paste ten opzichte van het vorig seizoen, in 2014, enkele wijzigingen toe op de kalender:
Nieuw
- Coates Golf Championship

Verdwenen
- International Crown: tweejaarlijks toernooi, volgende in 2016

Terugkeer
- Solheim Cup: tweejaarlijks toernooi, vorige editie was in 2013

Toernooinaam
- Kraft Nabisco Championship in ANA Inspiration: een van de majors
- North Texas LPGA Shootout in Volunteers of America North Texas Shootout
- Mizuno Classic in LPGA Japan Classic

## Kalender
| Data  | Data  | Toernooi                                   | Stad              | Winnaar               | Score   | Score   | Info           |
| ----- | ----- | ------------------------------------------ | ----------------- | --------------------- | ------- | ------- | -------------- |
| 28-01 | 31-01 | Coates Golf Championship                   | Ocala             | Na Yeon Choi          | 272     | –16     |                |
| 05-02 | 08-02 | Pure Silk-Bahamas LPGA Classic             | Paradise Island   | Kim Sei-young po      | 278     | –14     |                |
| 19-02 | 22-02 | ISPS Handa Women's Australian Open         | Melbourne         | Lydia Ko              | 283     | –9      |                |
| 26-02 | 01-03 | Honda LPGA Thailand                        | Chonburi          | Ami Yang              | 273     | –15     |                |
| 05-03 | 08-03 | HSBC Women's Champions                     | Singapore         | Inbee Park            | 273     | –15     |                |
| 19-03 | 22-03 | LPGA Founders Cup                          | Phoenix           | Hyo Joo Kim           | 267     | –21     |                |
| 26-03 | 29-03 | Kia Classic                                | Carlsbad          | Cristie Kerr          | 268     | –20     |                |
| 02-04 | 05-04 | ANA Inspiration                            | Rancho Mirage     | Brittany Lincicome po | 279     | –9      |                |
| 15-04 | 18-04 | LPGA Lotte Championship                    | Kapolei           | Kim Sei-young po      | 277     | –11     |                |
| 23-04 | 26-04 | Swinging Skirts LPGA Classic               | Daly City         | Lydia Ko po           | 280     | –8      |                |
| 30-04 | 03-05 | Volunteers of America North Texas Shootout | Irving            | Inbee Park            | 269     | –15     |                |
| 14-05 | 17-05 | Kingsmill Championship                     | Williamsburg      | Minjee Lee            | 269     | –15     |                |
| 29-05 | 31-05 | ShopRite LPGA Classic                      | Galloway Township | Anna Nordqvist        | 205     | –8      |                |
| 04-06 | 07-06 | Manulife Financial LPGA Classic            | Cambridge         | Suzann Pettersen      | 266     | –22     |                |
| 11-06 | 14-06 | KPMG Women's PGA Championship              | Westchester       | Inbee Park            | 273     | –19     |                |
| 26-06 | 28-06 | Walmart NW Arkansas Championship           | Rogers            | Na Yeon Choi          | 198     | –15     |                |
| 09-07 | 12-07 | US Women's Open                            | Lancaster         | Chun In-gee           | 272     | –8      |                |
| 16-07 | 19-07 | Marathon Classic                           | Sylvania          | Chella Choi po        | 270     | –14     |                |
| 23-07 | 26-07 | Meijer LPGA Classic                        | Grand Rapids      | Lexi Thompson         | 266     | –18     |                |
| 30-07 | 02-08 | Ricoh Women's British Open                 | Turnberry         | Inbee Park            | 276     | –12     |                |
| 13-08 | 16-08 | Cambia Portland Classic                    | Portland          | Brooke Henderson      | 267     | –21     |                |
| 20-08 | 23-08 | Canadian Pacific Women's Open              | Vancouver         | Lydia Ko po           | 276     | –12     |                |
| 27-08 | 30-08 | Yokohama Tire LPGA Classic                 | Prattville        | Kris Tamulis          | 271     | –17     |                |
| 10-09 | 13-09 | The Evian Championship                     | Évian-les-Bains   | Lydia Ko              | 268     | –16     |                |
| 17-10 | 20-10 | Solheim Cup                                | St. Leon-Rot      | Verenigde Staten      | 14½-13½ | 14½-13½ | Teamcompetitie |
| 08-10 | 11-10 | Sime Darby LPGA Malaysia                   | Kuala Lumpur      | Jessica Korda         | 266     | –18     |                |
| 15-10 | 18-10 | LPGA KEB-HanaBank Championship             | Incheon           | Lexi Thompson         | 273     | –15     |                |
| 22-10 | 25-10 | Fubon LPGA Taiwan Championship             | Yangmei           | Lydia Ko              | 268     | –20     |                |
| 29-10 | 01-11 | Blue Bay LPGA                              | Hainan            | Sei-Young Kim         | 286     | –2      |                |
| 06-11 | 09-11 | Toto Japan Classic                         | Shima             | Ahn Sun-ju po         | 200     | –16     |                |
| 12-11 | 15-11 | Lorena Ochoa Invitational                  | Guadalajara       | Inbee Park            | 270     | –18     |                |
| 19-11 | 22-11 | CME Group Tour Championship                | Naples            | Cristie Kerr          | 271     | –17     |                |

| Majors |  | po = winnares na play-off |